# Мельоне, Атилио
Атилио Мельоне (исп. Atilio Mellone; 1914, Асунсьон — неизвестно) — парагвайский футболист, нападающий.

## Карьера
Атилио Мельоне начал карьеру в клубе «Гуарани». За основной состав команды футболист начал выступать по одним данным с 1941, по другим с 1942 года. В 1943 году он стал лучшим бомбардиром чемпионата Парагвая с 27 голами, забитыми в 32 играх. В 1944 году Мельоне перешёл в аргентинский «Уракан», искавший замену Эрминио Масантонио, и в первый же год стал лучшим бомбардиром чемпионата Аргентины с 26 голами. Всего за же клуб Атилио провёл 38 матчей и забил 31 гол за полтора года.
В 1945 году Мельоне ушёл в мексиканскую команду «Оро». На второй сезон форвард уже стал лучшим бомбардиром команды в чемпионате с 16 голами. Клуб вышел в финал Кубка Мексики, а год спустя выиграл серебряные медали первенства. Всего за команду Мельоне провёл 57 матчей и забил 47 голов. Затем игрок возвратился в Аргентину, присоединившись к «Феррокарриль Оэсте». 14 августа он дебютировал в составе клуба в матче с «Сентраль Кордова» (1:1). Но уже 30 октября сыграл последнюю встречу за клуб, которая завершилась ничьей с «Порвенир». Всего за «Феррокарриль» Мельоне провёл 9 матчей в которых забил 7 голов. Последней командой в карьере Атилио стал клуб «Спорт Коломбия».
Мексиканский футболист Крессенсио Гутьеррес получил прозвище «Мельоне» за сходство с Атилио.

## Международная статистика
| Матчи Атилио Мельоне за сборную Парагвая | Матчи Атилио Мельоне за сборную Парагвая | Матчи Атилио Мельоне за сборную Парагвая | Матчи Атилио Мельоне за сборную Парагвая | Матчи Атилио Мельоне за сборную Парагвая | Матчи Атилио Мельоне за сборную Парагвая | Матчи Атилио Мельоне за сборную Парагвая |
| ---------------------------------------- | ---------------------------------------- | ---------------------------------------- | ---------------------------------------- | ---------------------------------------- | ---------------------------------------- | ---------------------------------------- |
| №                                        | Дата                                     | Место проведения                         | Оппонент                                 | Счёт                                     | Голы                                     | Турнир                                   |
| 1                                        | 10 июля 1943                             | Асунсьон                                 | Аргентина                                | 2:5                                      | 1                                        | Кубок Шевалье Бутеля                     |
| 2                                        | 11 июля 1943                             | Асунсьон                                 | Аргентина                                | 2:1                                      | −                                        | Кубок Шевалье Бутеля                     |

## Достижения
- Лучший бомбардир чемпионата Парагвая: 1943 (27 голов)
- Лучший бомбардир чемпионата Аргентины: 1944 (26 голов)